# Francesco Failli
Francesco Failli (Montevarchi, 16 december 1983) is een Italiaans wielrenner.

## Belangrijkste overwinningen
2008
6e etappe Wielerweek van Lombardije

## Resultaten in voornaamste wedstrijden
| Jaar | Ronde van Italië | Ronde van Frankrijk | Ronde van Spanje |
| ---- | ---------------- | ------------------- | ---------------- |
| 2004 |                  |                     |                  |
| 2006 |                  |                     | 123e             |
| 2007 |                  |                     |                  |
| 2008 |                  |                     |                  |
| 2009 | 91e              |                     |                  |
| 2010 | 65e              |                     |                  |
| 2011 | opgave           |                     |                  |
| 2012 | 58e              |                     |                  |

| Jaar | Milaan-San Remo | Ronde van Vlaanderen | Parijs-Roubaix | Amstel Gold Race | Luik-Bast.‑Luik | Ronde van Lombardije | Parijs-Brussel |
| ---- | --------------- | -------------------- | -------------- | ---------------- | --------------- | -------------------- | -------------- |
| 2004 |                 |                      | opgave         | 80e              | 132e            |                      |                |
| 2006 |                 |                      |                |                  |                 |                      |                |
| 2007 |                 |                      |                |                  | opgave          |                      | 85e            |
| 2008 |                 |                      |                |                  |                 | 10e                  |                |
| 2009 |                 |                      |                |                  |                 | 62e                  | 105e           |
| 2010 | 85e             |                      |                |                  | 39e             |                      | 68e            |
| 2011 | 24e             |                      |                | 72e              |                 |                      |                |
| 2012 | 49e             | 43e                  |                |                  |                 | opgave               |                |
| 2013 |                 | opgave               |                |                  |                 |                      |                |
| 2014 | opgave          |                      |                |                  |                 | 61e                  | 56e            |